# Hans Achterhuis
‎Hans Achterhuis, nizozemski filozof in pedagog, * 1942.
Achterhuis je profesor sistematične filozofije na Univerzi v Twenteju. Velja za enega najpomembnejšega sodobnega nizozemskega filozofa; predvsem deluje na področju politične filozofije in filozofije tehnologije.